# Bosnien och Hercegovinas damlandslag i volleyboll
Bosnien och Hercegovinas damlandslag i volleyboll representerar Bosnien och Hercegovina i volleyboll på damsidan. Laget deltog för första gången i EM 2021 och slutade då på 19:e plats. De vann en match (3–0 mot Azerbajdzjan) och förlorade fyra matcher i turneringen. De vann European Silver League 2021.